# اچ‌ام‌اس آرگونات (۱۸۹۸)
اچ‌ام‌اس آرگونات (۱۸۹۸) (به انگلیسی: HMS Argonaut (1898)) یک کشتی بود. این کشتی در سال ۱۸۹۸ ساخته شد.